# Tonkines

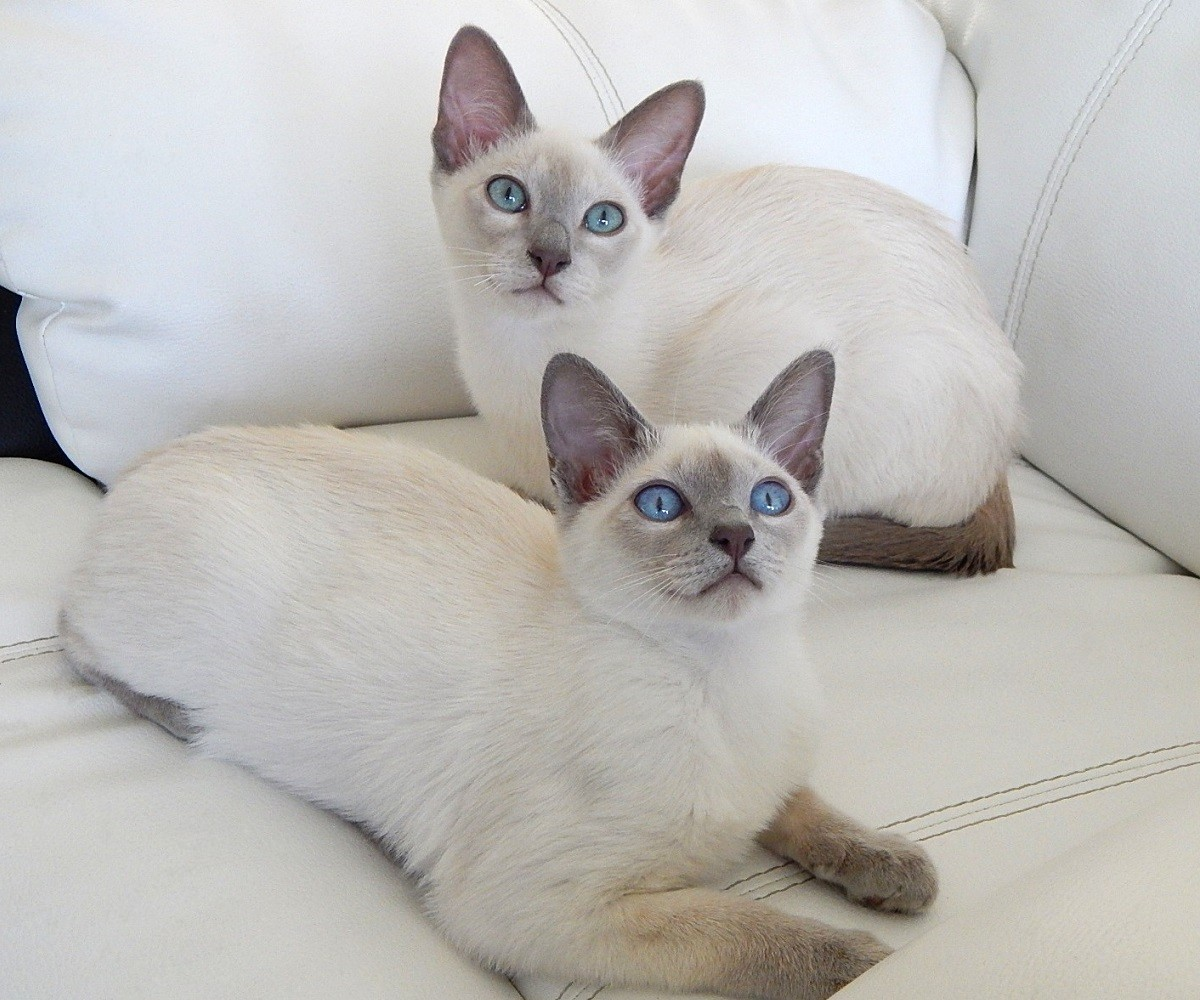
Tonkines

Tonkines är en kattras som ursprungligen är en korsning av siames och burma. Katten blir då slankare än många andra kattraser, men inte lika slank som en siames. Färgen på tonkaneser kallas tonkanesmaskad, och är även den ett mellanting mellan siames och burma. Denna färg går inte att renavla och rasen är inte godkänd av SVERAK. Siames av äldre typ kallas ibland för tonkines - som synes felaktigt.